# Pseudoleptochilus
Pseudoleptochilus är ett släkte av steklar. Pseudoleptochilus ingår i familjen Eumenidae.
Kladogram enligt Catalogue of Life:
| Pseudoleptochilus | \| \| Pseudoleptochilus asiaticus \| \| \| \| \| \| Pseudoleptochilus frenchi \| \| \| \| |
|                   | \| \| Pseudoleptochilus asiaticus \| \| \| \| \| \| Pseudoleptochilus frenchi \| \| \| \| |
|                   | Pseudoleptochilus asiaticus                                                               |
|                   |                                                                                           |
|                   | Pseudoleptochilus frenchi                                                                 |
|                   |                                                                                           |